# Cymofan
Cymofan (cymofanit, kocie oko, chryzoberylowe kocie oko) – przezroczysta lub przeświecająca odmiana chryzoberylu wykazująca efekt kociego oka. Nazwa pochodzi od greckich słów kyma = fala i fainio = pokazuję (faliste refleksy świetlne przy obrocie kamienia).
Nazwa „kocie oko” wskazuje na podobieństwo kamienia do kociego oka.

## Właściwości
Niekiedy zamiast wzorcowego dla tego minerału efektu kociego oka wykazuje asteryzm w postaci czteroramiennej gwiazdy. Charakterystyczne efekty optyczne spowodowane są obecnością bardzo licznych i drobnych, wydłużonych kanalików (wypełnionych gazem), ułożonych w sposób uporządkowany, równolegle do dłuższej osi kryształu. W przypadku ich krzyżowania się powstaje efekt asteryzmu. Niektóre okazy wykazują też zjawisko opalescencji.

## Występowanie
Znajdowany jest w pegmatytach, skałach metamorficznych, w formie otoczaków w skałach okruchowych.
Miejsca występowania: Sri Lanka (Kuruwita, Ratnapura, Morawaka, Matara), Rosja (Ural), Brazylia (Teofilo Otoni w Minas Gerais, stan Bahia), Indie (okolice Trivandruma) oraz Chiny.

## Zastosowanie
Cenny kamień szlachetny. Używany do wyrobu drogiej biżuterii. Zazwyczaj są szlifowane w kaboszon; masa kamieni rzadko przekracza 2–10 karatów. Największy znaleziony kryształ miał 475 karatów.